# District de Jinshui
Le district de Jinshui (金水区 ; pinyin : Jīnshuǐ Qū) est une subdivision administrative de la province du Henan en Chine. Il est placé sous la juridiction de la ville-préfecture de Zhengzhou.